# Juan Francisco Fresno
Juan Francisco Cardenal Fresno Larraín (Santiago, 26 de julio de 1914-ibídem, 14 de octubre de 2004) fue obispo de Copiapó, arzobispo de La Serena, arzobispo de Santiago de Chile y cardenal chileno.

## Biografía

### Familia y formación
Hijo de Luis Alfredo Fresno Ingunza y de Elena Larraín Hurtado. Era primo de Ana María Fresno Ovalle, cónyuge de Bernardo Leighton; diputado demócrata cristiano y ministro de Estado chileno.
Estudió en el Seminario Pontificio Mayor de Santiago y en la Pontificia Universidad Gregoriana de Roma, donde se licenció en teología. Obtuvo además, un bachiller en derecho canónico.

## Episcopado
Participó en las cuatro sesiones del Concilio Vaticano II y en la II Conferencia general del episcopado latinoamericano en Medellín en 1968. Y por delegación pontificia en la III Conferencia general del episcopado latinoamericano en Puebla, 1979. Asistió a la IV Conferencia del episcopado latinoamericano en Santo Domingo, 1992.
Hizo la visita “ad limina” por relación escrita en 1964, como obispo de Copiapó, y personalmente en 1974 y 1979 como arzobispo de La Serena, y en 1984 y 1989 como arzobispo de Santiago.

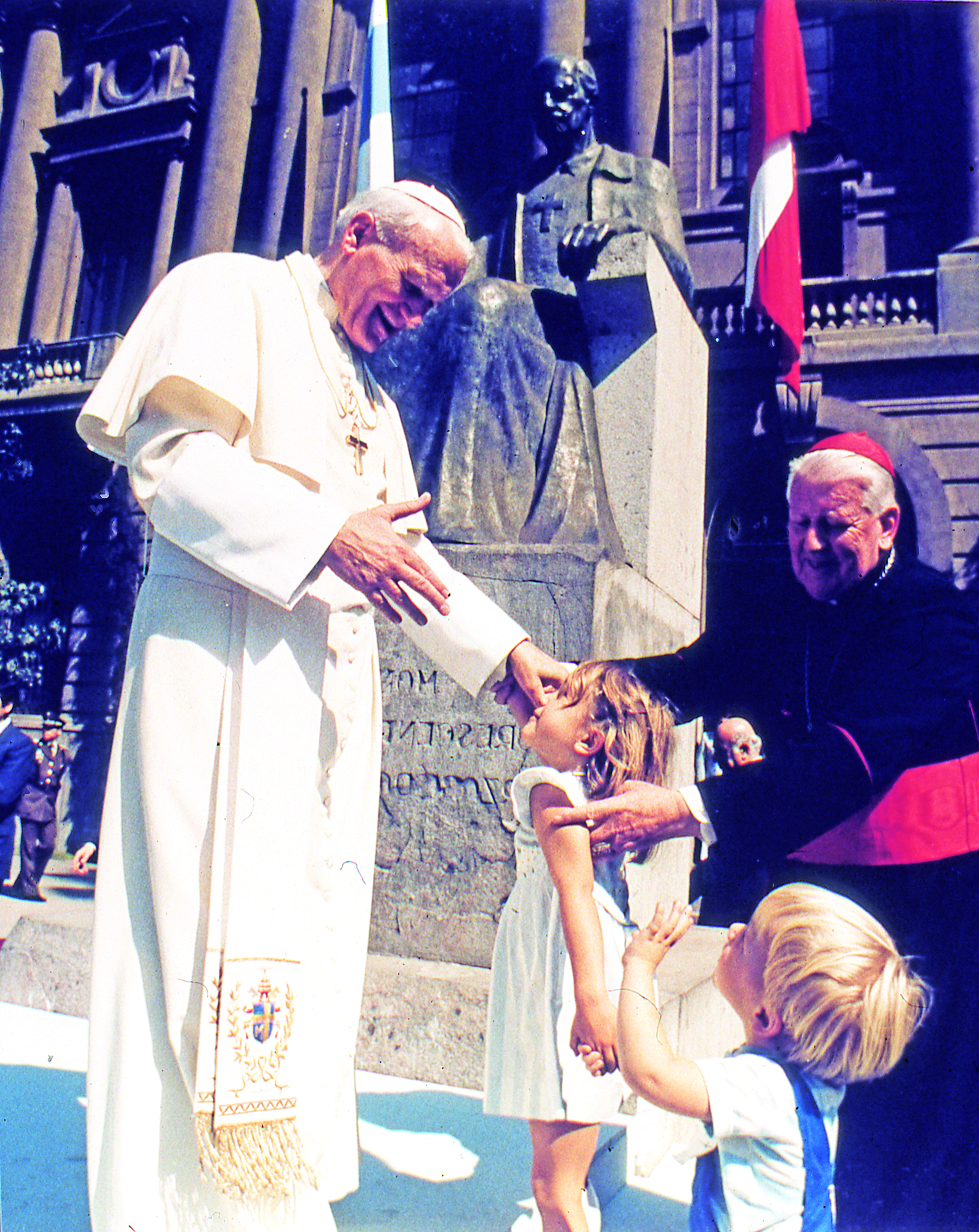
El cardenal Fresno ayuda a una niña a subir al escenario donde estaba el papa Juan Pablo II, durante su visita a Chile en 1987.

El 28 de julio de 1971 fue nombrado Arzobispo de La Serena por el papa Pablo VI, permaneció en este cargo hasta 1983, cuando el papa Juan Pablo II lo nombró Arzobispo de Santiago.
Ocupó diversos cargos en la Conferencia Episcopal de Chile, llegando a ser su presidente en 1975. También desempeñó cargos en el CELAM y fue visitador del Seminario Pío Latino de Roma. En 1983 fue nombrado miembro de la Congregación para la Educación Católica.
Monseñor Juan Francisco Fresno Larraín cumplió un rol destacado durante un momento crítico como lo fue en el régimen militar de Augusto Pinochet. Se esfuerza por fortalecer entre los chilenos la Reconciliación Nacional. Monseñor Fresno reúne a políticos de diversas tendencias para buscar una salida democrática al país, quienes firmaron el llamado Acuerdo Nacional. Por otro lado, promocionó los acuerdo de paz con Argentina de 1984 cuando ambos países estuvieron a punto de ir a la guerra.
En 1987 el papa Juan Pablo II visitó Chile, le correspondió al cardenal Fresno la concretación y la organización de aquella visita en abril de 1987. El mismo pontífice proclamó beata en el Parque O'Higgins a la religiosa carmelita descalza sor Teresa de Los Andes.

## Últimos años
Durante sus años como arzobispo emérito de Santiago se dedicó a múltiples labores en la diócesis de Melipilla.
Posteriormente ocupó el cargo de presidente de Caritas-Chile entre 1991 y 2000.
Sus últimos años los vivió junto a la comunidad cristiana en la capilla de la Sagrada Familia, en Lo Barnechea, donde se encontraba al momento de morir. 

### Fallecimiento
Falleció el 14 de octubre de 2004, a consecuencia de una insuficiencia renal. Recibió altos honores del estado durante su funeral.
Sus restos mortales descansan en la cripta de los obispos y arzobispos de Santiago en la Catedral Metropolitana de Santiago.